# 沼生菰
沼生菰（学名：Zizania palustris）为禾本科菰属下的一个种。